# Salles-sur-Garonne
Salles-sur-Garonne (okzitanisch Salas de Garona) ist eine französische Gemeinde mit 591 Einwohnern (Stand: 1. Januar 2022) im Département Haute-Garonne in der Region Okzitanien (vor 2016 Midi-Pyrénées). Sie gehört zum Arrondissement Muret und zum Kanton Auterive. Die Einwohner werden französisch Sallois genannt.

## Geographie
Salles-sur-Garonne liegt etwa 23 Kilometer südsüdwestlich von Muret an der Garonne. Umgeben wird Salles-sur-Garonne von den Nachbargemeinden Lafitte-Vigordane im Norden, Carbonne im Nordosten, Rieux-Volvestre im Osten und Südosten, Saint-Julien-sur-Garonne im Süden und Südwesten sowie Saint-Élix-le-Château im Westen.

## Geschichte
Die Bastide von Salles-sur-Garonne wurde 1283 gegründet.

### Bevölkerungsentwicklung
| Jahr                       | 1962 | 1968 | 1975 | 1982 | 1990 | 1999 | 2006 | 2013 | 2020 |
| Einwohner                  | 215  | 208  | 217  | 215  | 250  | 301  | 447  | 509  | 592  |
| Quellen: Cassini und INSEE |      |      |      |      |      |      |      |      |      |

## Sehenswürdigkeiten

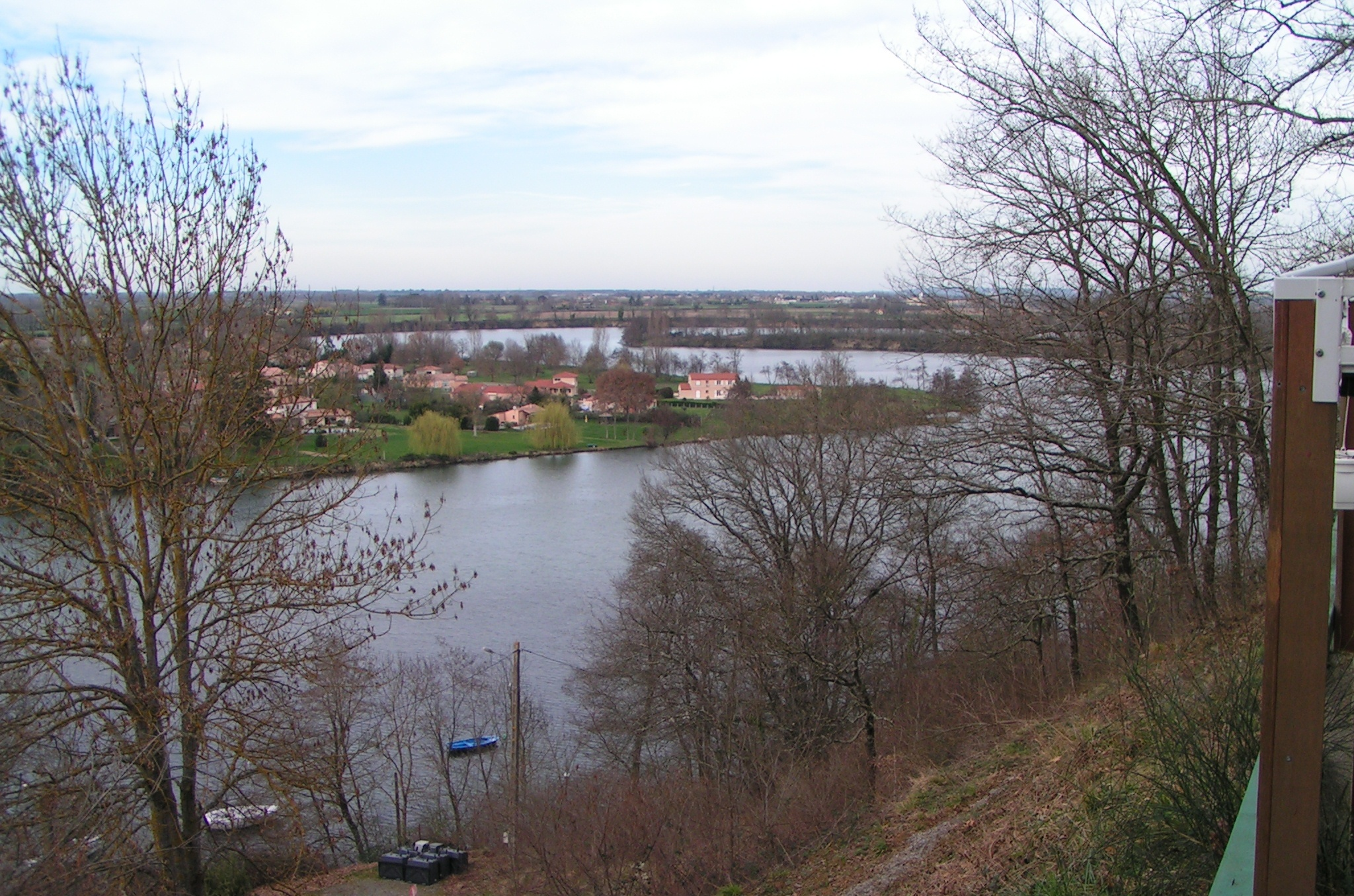
Die Garonne bei Salles

- Kirche Saint-Pierre
- Komtur
- Lavoir